# Боддин, Оскар фон
Оскар фон Боддин (нем. Oskar von Boddien; 19 апреля 1900, Нойруппин, Бранденбург — 6 января 1942, Евпатория, Крым) — немецкий офицер сухопутных войск, полковник. Кавалер Рыцарского креста Железного креста с дубовыми листьями.

## Карьера
В 1917 году поступил в 115-й (Гессенский) лейб-пехотный полк. После окончания Первой мировой войны оставлен в рейхсвере, служил в кавалерии.
С 1939 года — командир 22-го разведывательного батальона 22-й пехотной дивизии. Участник Французской кампании и боев на советско-немецком фронте. Отличился в боях на Днепре и в Крыму.
Погиб в бою в Евпатории при ликвидации тактического Евпаторийского десанта Черноморского флота высаженного 5 января и сопротивлявшегося до 8 января 1942 года.
В своих мемуарах бывший командующий 11-й армией генерал-фельдмаршал Э. Манштейн, признавая серьёзность создавшейся в результате десанта обстановки, писал:

Если бы не удалось немедленно ликвидировать этот новый очаг пожара, если бы русские смогли высадить здесь новые войска, перебросив их из недалеко расположенного Севастополя, то за последствия никто не мог бы поручиться.

## Звания
| Звание                          | Дата присвоения           |
| ------------------------------- | ------------------------- |
| Лейтенант                       | 1918                      |
| Обер-лейтенант                  | ???                       |
| Ротмистр (капитан)              | 21 декабря 1930           |
| Майор                           | 1 апреля 1937             |
| Оберст-лейтенант (подполковник) | 1 сентября 1940           |
| Оберст (полковник)              | 8 января 1942 (посмертно) |

## Награды
- Железный крест 2-го и 1-го класса
- Почетный крест ветерана войны с мечами
- Пряжка к Железному кресту 2-го класса (5 июля 1941)
- Пряжка к Железному кресту 1-го класса (7 июля 1941)
- Сертификат Почета Главнокомандующего Сухопутных войск Вермахта (30 августа 1940)
- Чёрный нагрудный знак «За ранение»
- Рыцарский крест Железного креста с дубовыми листьями
  - Крест (2 октября 1941) — как оберст-лейтенант и командир 22-го разведывательного батальона.
  - Дубовые листья (№ 58; 8 января 1942) — как оберст-лейтенант и командир 22-го разведывательного батальона; награждён посмертно.
- Отмечен в Вермахтберихте
  - Согласно докладу вооруженных сил от 7 января о советской десантной операции в Евпатории, в Крыму, враг потерял в жестоких уличных боях 600 солдат и 1300 партизан погибшими. В наши руки попали 203 пленных. Этот успех в первую очередь обеспечен решительными действиями оберст-лейтенанта фон Боддина, командира разведывательного батальона пехотной дивизии, погибшего в этом бою. Фюрер и Верховный Главнокомандующий Вермахта впоследствии наградил этого отважного офицера дубовыми листьями к Рыцарскому кресту Железного креста. (12 января 1942) — отмечен посмертно.
- Орден Михая Храброго 3-го класса (Румыния) — 6 октября 1942 — награждён посмертно.